# Steve Ludlam
Steven John Ludlam, detto Steve (Chesterfield, 18 ottobre 1955), è un ex calciatore inglese, di ruolo centrocampista.

## Carriera

### Giocatore
Tra il 1971 ed il 1975 ha giocato nelle giovanili dello Sheffield Utd; nella stagione 1975-1976, all'età di 20 anni, è stato aggregato alla prima squadra, militante nella prima divisione inglese, con la quale ha esordito nei professionisti: in particolare, la sua prima partita di campionato giocata è stata la sconfitta casalinga per 2-1 contro i londinesi del Tottenham della ventesima giornata di campionato. Nella seconda metà della stagione (che le Blades concludono con una retrocessione in seconda divisione) gioca con continuità, arrivando a disputare un totale di 12 partite di campionato. Nella stagione 1976-1977, invece, gioca 15 partite in prima divisione, categoria in cui trova anche il suo primo gol in carriera in un campionato professionistico.
Nell'estate del 1977 passa a titolo definitivo al Carlisle Utd, club di terza divisione, con cui rimane in rosa per tre stagioni consecutive, tutte trascorse giocando con continuità, con un bilancio totale di 96 presenze ed 11 reti in incontri di campionato. Passa poi al Chester City, sempre in terza divisione: nella stagione 1980-1981 segna 7 reti in campionato (e così facendo è il capocannoniere stagionale del club insieme a Trevor Phillips), restando poi in squadra anche nella stagione 1981-1982, terminata con una retrocessione in quarta divisione, e nella stagione 1982-1983, disputata appunto in quest'ultima categoria. Nell'arco di questo triennio va in rete per complessive 12 volte in 102 partite di campionato giocate, arrivando così ad un bilancio complessivo in carriera di 225 presenze e 24 reti nei campionati della Football League.
Continua poi a giocare da professionista con l'Ilves, club con cui finisce l'anno solare 1983 giocando nella prima divisione finlandese (che il club conclude con la vittoria del campionato, il primo nella sua storia); tornato in patria, gioca a livello semiprofessionistico con i gallesi del Rhyl (che militavano nelle serie minori inglesi per via della mancata esistenza di un campionato nazionale gallese) e successivamente con il Buxton.

### Allenatore
Ha allenato per una stagione i semiprofessionisti del Worksop Town in Northern Premier League (sesta divisione inglese), conquistando anche una promozione.

## Palmarès

### Giocatore

#### Competizioni nazionali
- Campionato finlandese: 1

Ilves: 1983